# Schappe
Als Schappe oder auch Schappeseide oder Florettseide bezeichnet man in der Seidenverarbeitung die beim Kammgarnverfahren anfallenden minderwertigen Fasern. Seide ist eine Faser aus den Kokons der Seidenraupe, während die mittleren Kokonschichten den hochwertigen Grègefaden liefern, stammt die Schappeseide aus den äußeren Schichten des Kokons.
Andere, zum Teil veraltete und kaum mehr gebräuchliche Namen sind Crescentin, Gallettam, Galtet und Fantasie.
Als Strazza bezeichnete man Garne aus den Abfällen, die bei der Schappeseidenbereitung entstehen.

## Verfahren
Neben dem hochwertigen Grègefaden, der beim Abhaspeln der mittleren Kokonteile entsteht, werden auch die Fadenteile weiterverarbeitet, die der Seidenspinner als Halterung um den Kokon herumspinnt (Wattseide), sowie die des Floretts aus den äußeren unregelmäßig gesponnenen Kokonschichten (Flockseide). Diese „Abfälle“ machen ca. zwei Drittel aus.
Das Seidenmaterial wird meist noch in den entsprechenden Seidenzuchtländern von Rückständen befreit (Abkochen, Waschen, Trocknen, Klopfen, Reißen/Öffnen) und gelangt dann in Form von Kammzügen in die europäischen Spinnerei. Die Kammzüge sind watteartige Bänder aus 50 bis 250 mm langen und parallel gerichteten Fasern, die durch mehrmaliges Kämmen des gereinigten Fasermaterials entstehen.
In den Spinnereien kommen die Kammzüge auf den Spreader, eine Auflegemaschine, in welcher die Kammzugvliese zu einer zusammenhängenden Watte von etwa drei Metern Länge (Nappe) vereinigt werden. Die Nappen werden dann auf der Hochverzugsstrecke (Intersecting) mehrere Male verzogen, bis ein gleichmäßiges Band entsteht. Auf der Vorzugmaschine oder Spindelbank (Flyer) wird das Band nochmals verzogen und verfeinert und dem nun dünnen Bändchen eine schwache Drehung und dadurch Zusammenhalt gegeben. Das so entstandene Vorgarn wird nochmals gestreckt und gedreht, bis das Schappegarn die gewünschte Festigkeit hat.

## Aussehen und Verwendung
Schappegarne sind glatt, regelmäßig und haben einen leichten Glanz. Je nach Verwendungszweck werden sie weiter gezwirnt. Der beim Kämmvorgang zu Beginn angefallene Anteil der kürzeren Fasern (10–50 mm lang) wird zu Bourettegarnen und dann zu Bouretteseide weiterverarbeitet. Da die Faserlänge hier kürzer als bei der Schappegarnproduktion ist und Rückstände von defekten Kokons und Puppen mitverarbeitet werden, bekommt der Faden ein unregelmäßiges Aussehen. Oft werden Schappeseidengarne als Maschinennähseiden verwendet.